# Walfrid Hamne

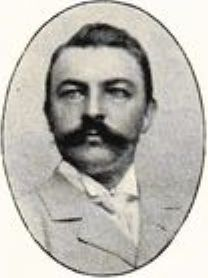
Walfrid Hamne.

August Walfrid Hamne, född 18 september 1862 i Oskarshamn, död 22 juni 1936 i Uppsala, var en svensk läkare. Han var far till Bertil och Stig Hamne.
Hamne blev student vid Uppsala universitet 1883, medicine kandidat 1890 och medicine licentiat 1896. Han var läkare vid Skagersbrunns vattenkuranstalt i  Värmland 1895–1897, tillförordnad provinsialläkare i Järvsö distrikt och läkare vid sjukhuset för spetälska där 1897–1898, praktiserande läkare i Bollnäs och i Ljusdal 1898–1903, tillförordnad stadsläkare i Hedemora stad 1900, stadsläkare i Säters stad 1903–1907, extra provinsialläkare i Tranås distrikt 1908–1910, civil läkarstipendiat 1912–1914, därunder  semester- och vakansförordnanden i Ölands norra, Hammenhögs, Hede, Askersunds, Berga, Hova, Söderköpings, Oskarshamns, Melleruds, Valdemarsviks, Järvsö och Bergs distrikt. Han var provinsialläkare i Slite distrikt 1914–1919 och dito i Järvsö distrikt 1919–1925. Efter att sistnämnda år ha erhållit avsked med pension bosatte han sig i Uppsala. 
Hamne var läkare vid spetälske- och epidemisjukhusen i Järvsö samt föreståndare för spetälskesjukvården i Hälsingland 1920–1925, järnvägsläkare på linjen Ljusdal–Bollnäs 1921–1925 och läkare på Svenska Amerikalinjen 1925 och 1926. Han tillhörde stadsfullmäktige i Säter från 1905, var skolrådsledamot i Slite från 1915 och styrelseledamot i Slite–Roma Järnvägs AB 1916–1918. Walfrid Hamne är begravd på Uppsala gamla kyrkogård.